# Kowloon Walled City
Kowloon Walled City var en bebyggelse i Hongkong inom dagens administrativa distrikt Kowloon City. Med upp till uppskattningsvis 50 000 invånare på blott 26 000 kvadratmeters yta var befolkningstätheten praktiskt taget två människor per kvadratmeter; världens genom tiderna största.

## Historia
När Kina 1898 givit Hongkong till Storbritannien undantogs detta område där kineserna hade en militär bebyggelse som omgavs av en mur. Denna enklav togs sedan över 1899 och de flesta kineserna lämnade området. Området lämnades sedan relativt orört.
När andra världskriget började tog japanerna över Hong Kong och behövde sten till att bygga den nya "Kai Tak-flygplatsen". År 1945 flyttade kinesiska flyktingar in i Kowloon Walled City och 1947 bodde det cirka 2 000 personer i staden. Nya hus byggdes och år 1971 var folkmängden runt 10 000. Efter detta blev staden en typ av ingenmansland som britterna inte ville göra något med eftersom de var rädda för att det skulle skada deras relation med Kina. Då tog kriminella grupper över makten i staden. De kriminella tillhörde det ökända brottssyndikatet Triaderna. I staden förekom det bland annat mycket brott och droger.
Då staden inte hade några bygglagar byggdes det helt oreglerat. När marken tog slut började man bygga husen ovanpå varandra och i slutet av 1980-talet bodde det runt 35 000 människor i staden. År 1987 tyckte britterna att de inte längre kunde ignorera staden. Även om Hong Kong hjälpte Kowloon Walled City med vattenförsörjning och postutdelning kunde man inte längre acceptera den laglösa stadsdelen med undermåliga levnadsförhållanden. Efter en besvärlig vräkningsprocess hade man lyckats riva nästan hela staden till år 1994. Allt revs förutom en liten bit av staden som idag är en del av en park som nu befinner sig där som ett minne av denna underliga stadsdel.